# Église Saint-Martin de Crupet
Pour les articles homonymes, voir Église Saint-Martin.
L'église Saint-Martin est un édifice religieux catholique classé situé dans le village de Crupet faisant partie de la commune d'Assesse dans la province de Namur (Belgique).

## Situation
L'édifice est situé au centre du village condrusien de Crupet, le long de la rue Haute. Il est entouré par le vieux cimetière ceint en partie par un mur érigé en moellons de grès et de calcaire et précédé par un tilleul séculaire. À l'arrière de l'église, se trouve une grotte artificielle dédiée à saint Antoine De Padoue.

## Historique et architecture
La tour médiévale date du XIe siècle ou du XIIe siècle pour les trois premiers niveaux. Le dernier niveau de la tour comprenant le clocher est ajouté à la fin du XVIIe siècle. Durant le XVIe siècle trois nouvelles nefs de trois travées remplacent la nef romane puis une quatrième travée et le chœur sont reconstruits vers le milieu du XVIIe siècle. L'édifice bâti principalement en moellons de grès et de calcaire a une longueur approximative de 28 mètres.

## Classement
L'église Saint-Martin, à Crupet est classée depuis le 15 janvier 1936 et reprise sur la liste du patrimoine immobilier classé d'Assesse. L'ensemble formé par l'église Saint-Martin, à Crupet , le vieux cimetière contigu, le presbytère, la place de l'église et le tilleul centenaire croissant sur cette place sont classés depuis le 15 mai 1964 et repris sur la liste du patrimoine immobilier classé d'Assesse.

## Galerie

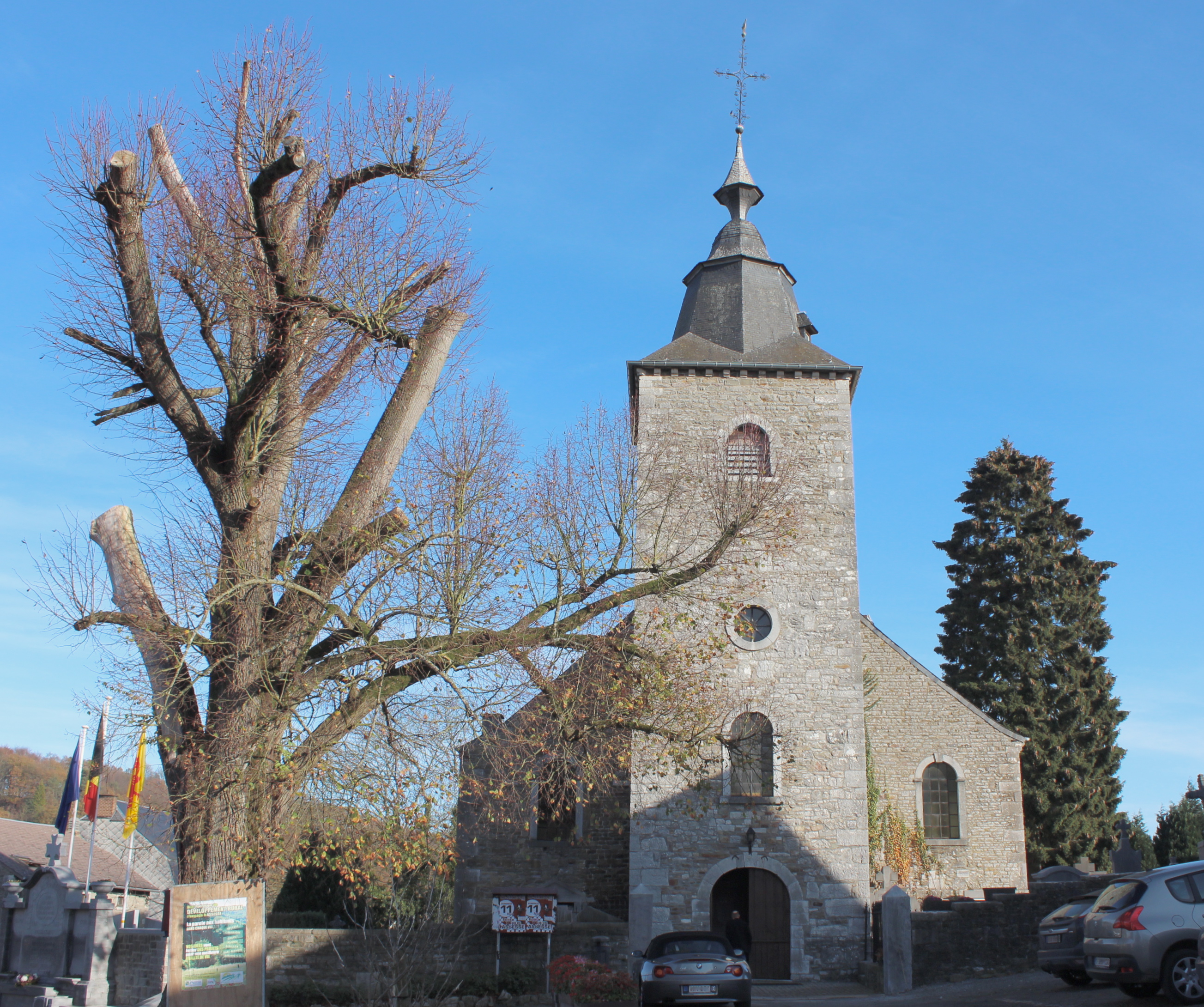
Tour et clocher de l'église Saint-Martin
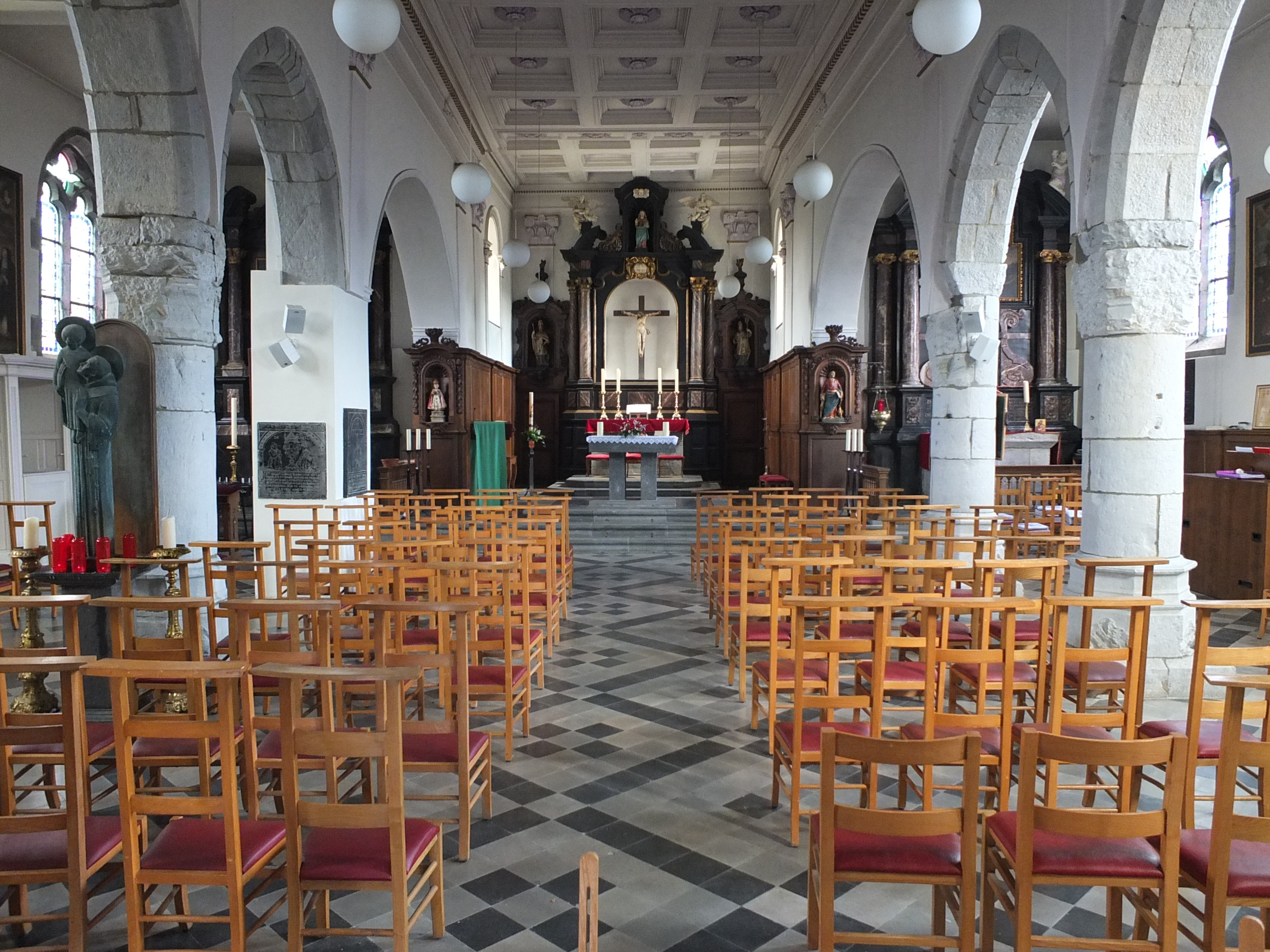
Intérieur de l'église Saint-Martin : nefs et chœur
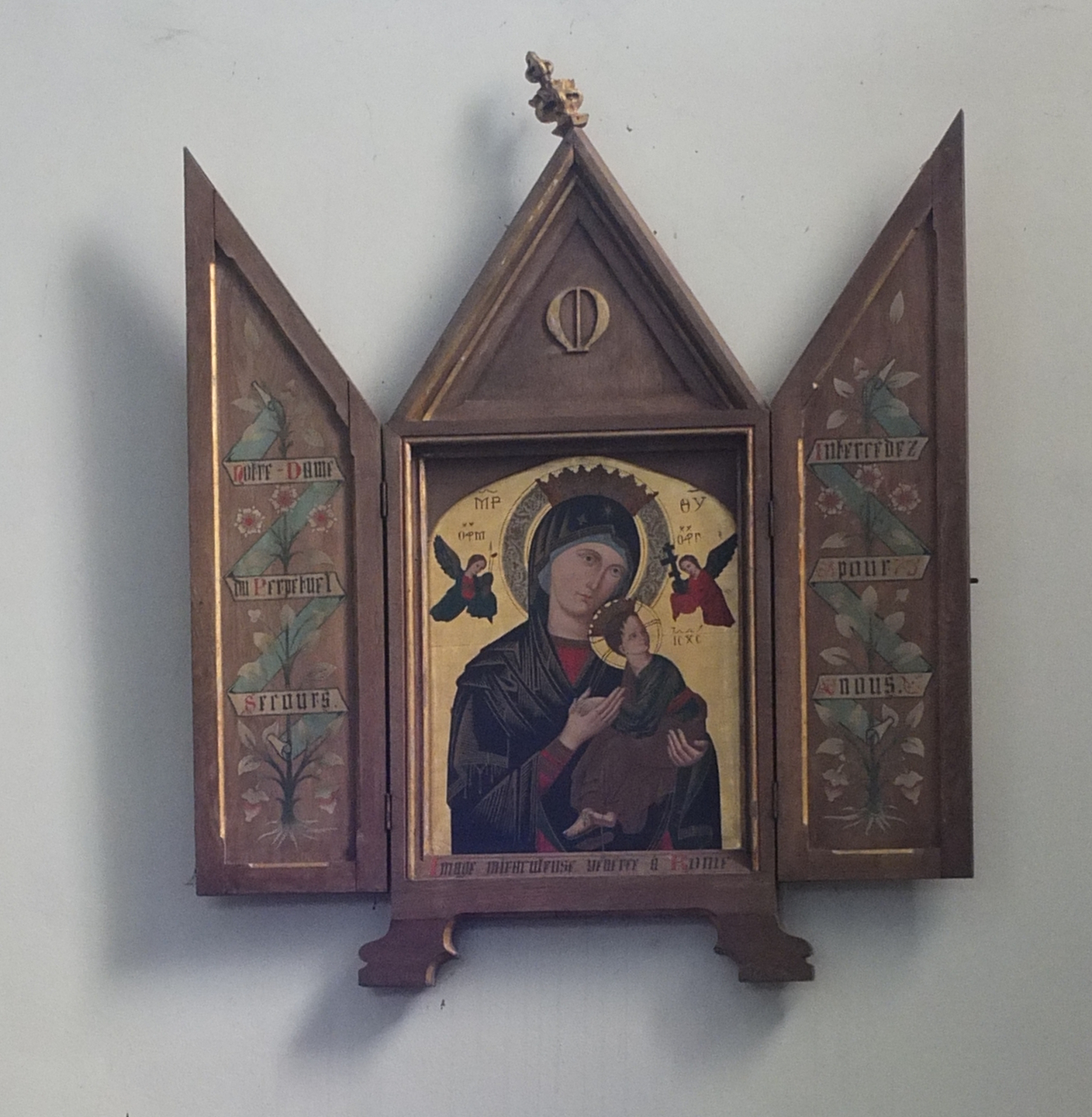
Vierge à l'Enfant